# Grzegorz Rasiak
Grzegorz Rasiak (uitspraak: [ˈɡʐɛɡɔʐ ˈraɕak], ong. gzjegozj rasjak ["g" als in zakdoek]) (Szczecin, 12 januari 1979) is een Poolse profvoetballer. Hij begon zijn loopbaan bij Olimpia Poznań en enkele andere Poolse amateurclubs.

## Clubcarrière
In 1996 werd hij profvoetballer bij Warta Poznań, waarvoor hij 2 seizoenen zou voetballen. Na omzwervingen bij GKS Bełchatów en Odra Wodzisław werd Rasiak in 2001 getransfereerd naar Dyskobolia Grodzisk waar Grzegorz voor het eerst echt doorbrak. In drie seizoenen kon hij in 66 wedstrijden 34 maal scoren (aan de zijde van Andrzej Niedzielan).
Zijn prestaties bleven niet onopgemerkt buiten de Poolse landsgrenzen zodat Rasiak in 2004 een transfer kon versieren naar AC Siena. Hij kon er echter niet aantreden omdat de club hun quota buitenlanders al had bereikt. Rasiak kon alsnog in september 2004 aan de slag bij Derby County, op dat moment actief in de Football League Championship. Mede dankzij 16 doelpunten van Rasiak eindigde Derby County op een vierde plaats, al werd de promotie in de play-offs wel mislopen.
Net om die reden moest Derby County het volgend seizoen de tering naar de nering zetten en enkele spelers verkopen. Rasiak vertrok naar Tottenham Hotspur. Dit bleek echter geen succesverhaal.
In februari 2006 werd Rasiak uitgeleend aan Southampton FC, wat in de zomer van 2006 resulteerde in een definitieve overgang naar The Saints. Southampton betaalde een transfervergoeding van 2 miljoen £.

## Interlandcarrière
Rasiak speelde zijn eerste interland voor Polen op 10 februari 2002 tegen de Faeröer. Hij maakte deel uit van de selectie voor het WK voetbal 2006, waar hij eenmaal mocht invallen. Hij speelde in de periode 2002-2007 in totaal 37 interlands, waarin hij achtmaal tot scoren kwam.

## Statistieken

### Carrière
| seizoen   | club                    | land     | competitie                   | wed. | goals |
| --------- | ----------------------- | -------- | ---------------------------- | ---- | ----- |
| 1996-1997 | Warta Poznań            | Polen    | II liga                      |      |       |
| 1997-1998 | Warta Poznań            | Polen    | II liga                      |      |       |
| 1998-1999 | Warta Poznań            | Polen    | III liga                     |      |       |
| 1998-1999 | GKS Bełchatów           | Polen    | Ekstraklasa                  | 6    | 1     |
| 1999-2000 | GKS Bełchatów           | Polen    | II liga                      |      |       |
| 2000-2001 | Odra Wodzisław          | Polen    | Ekstraklasa                  | 28   | 9     |
| 2001-2002 | Dyskobolia Grodzisk     | Polen    | Ekstraklasa                  | 26   | 14    |
| 2002-2003 | Dyskobolia Grodzisk     | Polen    | Ekstraklasa                  | 22   | 10    |
| 2003-2004 | Dyskobolia Grodzisk     | Polen    | Ekstraklasa                  | 18   | 10    |
| 2004-2005 | Derby County            | Engeland | Football League Championship | 35   | 16    |
| 2005-2006 | Derby County            | Engeland | Football League Championship | 6    | 2     |
| 2005-2006 | Tottenham Hotspur       | Engeland | Premier League               | 9    | 0     |
| 2005-2006 | Southampton FC (huur)   | Engeland | Football League Championship | 12   | 4     |
| 2006-2007 | Southampton FC          | Engeland | Football League Championship | 40   | 18    |
| 2007-2008 | Bolton Wanderers (huur) | Engeland | Premier League               | 7    | 0     |
| 2007-2008 | Southampton FC          | Engeland | Football League Championship | 23   | 6     |
| 2008-2009 | Watford FC (huur)       | Engeland | Football League Championship | 21   | 8     |
| 2009-2010 | Southampton FC          | Engeland | Football League One          | 3    | 0     |
| 2009-2010 | Reading FC              | Engeland | Football League Championship | 29   | 9     |
| 2010-2011 | Reading FC              | Engeland | Football League Championship | 1    | 0     |
| 2010-2011 | AEL Limassol            | Cyprus   | A Divizion                   | 17   | 0     |
| 2011-2012 | Jagiellonia Białystok   | Polen    | Ekstraklasa                  | 12   | 2     |
| 2012-2013 | Lechia Gdańsk           | Polen    | Ekstraklasa                  | 13   | 4     |
| 2013-2014 | Warta Poznań            | Polen    | Tweede divisie               | 25   | 12    |

### Interlands
| WK-statistieken         | Club           | Positie   | W |   |   | D | A |   |   |   |
| ----------------------- | -------------- | --------- | - | - | - | - | - | - | - | - |
| WK voetbal 2006 - Polen | Southampton FC | aanvaller | 1 | 1 | 0 | 0 | 0 | 0 | 0 | 0 |